# Joseph Strauss
Joseph Strauss (Brno, 15 de maig de 1793 - Karlsruhe, 2 de desembre de 1866) fou un compositor i violinista alemany.
Fou deixeble de Blumenthal, i d'Urbani i després d'Albrechtsberger, i a l'edat de dotze anys ja ocupava un lloc en l'orquestra de l'Òpera Imperial de Viena, passant més tard al teatre de Budapest. El 1813 fou cridat com a director de l'orquestra de Temesvar (avui Timișoara, d'on passà a Hermannstadt, després a Brünn i més tard a Estrasburg, amb la missió d'organitzar l'Òpera Alemanya. El 1823 aconseguí la plaça de director d'orquestra del teatre de Mannheim i el 1824 la de mestre de capella de la cort a Karlsruhe, on romania el 1860.
Va compondre les òperes:
- Faust's Leben und Thaten,
- Die Sochne des Waldes;
- Armiodan;
- Zelide;
- Berthold le Pleureur;
- Der Woehrwolf, així com nombroses obres instrumentals i vocals.